# イビサガール
「イビサガール」（Ibiza girl）は日本の女性アイドルグループ・NMB48の楽曲。楽曲は秋元康により作詞、フジノタカフミにより作曲されている。当初は10作目のシングル楽曲として発売される予定だったが、配信限定でリリースされた。2回目の出場となった『第65回NHK紅白歌合戦』（2014年）の歌唱楽曲。楽曲のセンターポジションは山本彩が務めた。また、2014年8月13日に発売のNMB48の2作目のアルバム『世界の中心は大阪や 〜なんば自治区〜』にリード曲として収録されている。

## 背景とリリース
前作「高嶺の林檎」から約3か月ぶりで、当楽曲はNMB48初の配信限定曲であり、iTunes Storeにより限定配信。タイトルの「イビサ」はイビサ島を意味する。
「イビサガール」は、2014年5月22日にオリックス劇場で開催された『NMB48リクエストアワー セットリストベスト50 2014』で初披露された。この曲を歌う選抜メンバーは、過去最多の22人。太田夢莉が初選抜。梅田彩佳・柏木由紀・高柳明音・藤江れいな・村重杏奈がNMB48名義で初選抜。門脇佳奈子は「カモネギックス」以来約8か月ぶりの選抜復帰。前作の選抜メンバーは、2014年4月16日付でAKB48チームBに移籍した小笠原茉由を除いた15人が本作でも選抜されている。
ミュージックビデオはグアムで撮影されており、選抜メンバーがビキニ姿を披露している。
同年6月20日には、選抜メンバー22人がテレビ朝日の音楽番組『ミュージックステーション』に出演し、当楽曲をテレビ初披露した。
2024年3月16日に横浜・ぴあアリーナMMで開催された『柏木由紀卒業コンサート〜17年間、歩いてきたこの道〜』では、柏木を含むAKB48メンバーによって当楽曲が歌われた。

## メディアでの使用
「イビサガール」には以下のタイアップが付いている。
- なか卯CMソング
- 関西テレビ（関西ローカル）「NMBとまなぶくん」2014年6月26日 - エンディング・テーマ
- 関西テレビ（関西ローカル）「NMBのめっちゃバイト」2014年7月8日 - エンディング・テーマ
- スペースシャワーTVプラス「NMB48山本彩のM-姉 〜ミュージックお姉さん〜」2014年7月11日 - エンディングテーマ

## 配信曲
| #  | タイトル         | 作詞   | 作曲           | 編曲     | 時間 |
| -- | ---------------- | ------ | -------------- | -------- | ---- |
| 1. | 「イビサガール」 | 秋元康 | フジノタカフミ | 生田真心 | 4:11 |

## 選抜メンバー
- 市川美織
- 梅田彩佳
- 太田夢莉
- 柏木由紀
- 加藤夕夏
- 門脇佳奈子
- 小谷里歩
- 渋谷凪咲
- 上西恵
- 白間美瑠
- 高野祐衣
- 高柳明音
- 谷川愛梨
- 藤江れいな
- 村瀬紗英
- 村重杏奈
- 矢倉楓子
- 薮下柊
- 山田菜々
- 山本彩
- 吉田朱里
- 渡辺美優紀